# Swetoslaw Tschanliew
Swetoslaw Tschanliew Kirilow (Bulgarisch: Светослав Чанлиев; * 3. August 1973) ist ein ehemaliger bulgarischer Radrennfahrer.
Swetoslaw Tschanliew gewann 2002 eine Etappe bei der Presidential Cycling Tour of Turkey. Auch im nächsten Jahr konnte er dort neben einer Etappe bei der Griechenland-Rundfahrt wieder eine Etappe gewinnen. 2004 gewann er jeweils ein Teilstück bei der International Presidency Turkey Tour und bei der Serbien-Rundfahrt. Ein Jahr später konnte er bei der International Presidency Turkey Tour sogar drei Etappen sowie die Gesamtwertung für sich entscheiden. Außerdem gewann er eine Etappe beim Grand Prix Sunny Beach und wie bereits 2004 das Straßenrennen der Balkan-Meisterschaften. In der Saison 2006 fuhr er für den Cycling Club Bourgas, für die er eine Etappe bei der Ägypten-Rundfahrt, zwei Etappen bei der Rumänien-Rundfahrt und die Cupa Nikola Yankolov gewann. 2007 war Tschanliew auf einem Teilstück der International Paths of Victory Tour und auf zwei Etappen der Tour of Mevlana erfolgreich. 2008 gewann er erneut einen Abschnitt der Ägypten-Rundfahrt.

## Erfolge
2002
- eine Etappe Presidential Cycling Tour of Turkey

2003
- eine Etappe Griechenland-Rundfahrt
- eine Etappe Presidential Cycling Tour of Turkey

2004
- eine Etappe Presidential Cycling Tour of Turkey
- eine Etappe Serbien-Rundfahrt

2005
- drei Etappen und Gesamtwertung Presidential Cycling Tour of Turkey

2006
- eine Etappe Ägypten-Rundfahrt
- zwei Etappen Rumänien-Rundfahrt

2007
- eine Etappe International Paths of Victory Tour

2008
- eine Etappe Ägypten-Rundfahrt

## Teams
- 2006 Cycling Club Bourgas

- 2009 Cycling Club Bourgas (bis 30.06.)
- 2009 Hemus 1896-Troyan (ab 01.07)
- 2010 Hemus 1896-Vivelo
- 2011 Konya Torku Şeker Spor-Vivelo